# Passamezzo
Passamezzo – włoski taniec dworski w dwudzielnym metrum i tempem umiarkowanym, popularny w II połowie XVI wieku. Tańczony był zazwyczaj razem z następującym po nim szybkim tańcem saltarello. Później para tych dwóch tańców została zastąpiona parą pawana i galiarda.